# Uniswap
Uniswap es una bolsa de intercambio de criptomonedas descentralizado (también conocido como exchange descentralizado) que facilita las transacciones automatizadas entre tokens de criptomonedas en la cadena de bloques Ethereum mediante el uso de contratos inteligentes. A partir de octubre de 2020, se estima que Uniswap es la mayor bolsa de intercambio descentralizado y el cuarto mayor intercambiador de criptomonedas en general por volumen diario de operaciones. En marzo de 2021, Uniswap estaba generando tarifas de aproximadamente US $ 2-3 millones diariamente para los proveedores de liquidez que facilitan los mercados líquidos para que se intercambien las criptiopurrenciales.

## Historia
Uniswap fue creado el 2 de noviembre de 2018 por Hayden Adams, un exingeniero mecánico de Siemens.
La empresa Uniswap recibió inversiones de empresas de capital riesgo como Andreessen Horowitz, Paradigm Venture Capital Union Square Ventures LLC and ParaFi, Union Square Ventures LLC y ParaFi. El volumen de negociación diario promedio de Uniswap fue de 220 millones de dólares estadounidenses en octubre de 2020. Los comerciantes e inversores han utilizado Uniswap debido a su uso en finanzas descentralizadas (DeFi).
En abril de 2020, el sitio web de Uniswap fue retirado temporalmente cuantificar después de que los piratas informáticos intentaran sin éxito utilizar un truco de reentrada en el intercambio.
Capital lo nombró junto con Maker, Compound, Ankr , Aave y Chainlink como algunas de las "coins to watch" de DeFi en 2021.

## Visión general
Uniswap es un protocolo de finanzas descentralizado que se utiliza para intercambiar criptomonedas y tokens; se proporciona en redes blockchain que están descentralizadas y ejecutan software de código abierto, a diferencia de cualquier intermediario centralizado. Esto contrasta con los intercambios de criptomonedas que son administrados por empresas centralizadas como Coinbase, Binance y OKEx. 
Los propietarios de una criptomoneda nativa y un token de gobernanza llamado UNI votan los cambios en el protocolo, y luego un equipo de desarrolladores los implementa. Las monedas UNI se distribuyeron inicialmente a los primeros usuarios del protocolo. Cada dirección de Ethereum que había interactuado con Uniswap antes del 1 de septiembre de 2020 recibió la capacidad de reclamar 400 tokens UNI (con un valor aproximado de $ 1,400 en ese momento). La capitalización de mercado del token UNI es de más de $ 500 millones a octubre de 2020.

## Protocolo
Uniswap utiliza grupos de liquidez en lugar de actuar como creadores de mercado, también a diferencia de los intercambios centralizados, con el objetivo de crear mercados más eficientes. Los usuarios proporcionan liquidez a la bolsa de intercambio agregando un par de tokens a un contrato inteligente que otros usuarios pueden comprar y vender. A cambio, los proveedores de liquidez reciben un porcentaje de las tarifas comerciales obtenidas por ese par comercial. Para cada intercambio, se elimina una cierta cantidad de tokens del grupo por una cantidad del otro token, cambiando así el precio. No se requieren tarifas para enumerar los tokens, lo que permite acceder a una gran cantidad de tokens Ethereum y no se requiere registro para los usuarios. El código de Uniswap también se puede bifurcar para crear nuevas bolsas de intercambios, de forma similar a como ocurren las bifurcaciones con las criptomonedas de código abierto.
En 2023, Uniswap Labs anunció Uniswap V4, que introduce una característica innovadora llamada "Hooks". 
Son funciones personalizables que permiten a los desarrolladores ejecutar código antes, durante o después de una operación de intercambio dentro del protocolo de Uniswap. Esto habilta muchas nuevas posibilidades, como: tárifas dinámicas, órdenes limite en DeFi, agrupación de swaps, interoperabilidad con otras DeFi.

## Controversia sobre la descentralización
Uniswap, al igual que la mayoría de proyectos DEFI(Finanzas descentralizadas) ha recibido críticas por no estar realmente descentralizado. Tanto desde el punto de vista de la SEC, que está investigando a la compañía, como de distintas comunidades, entre ella la bitcoiner.
La crítica se basa en que aunque el smartcontract de Uniswap en la red Ethereum es inmutable, su token(UNI) tiene su valor ligado al buen funcionamiento de este smartcontract y protocolo, pero este se actualiza según decida el equipo de desarrollo. Por otro lado se argumenta que las decisiones se toman a través de su DAO(gobernanza descentralizada) dónde los poseedores de tokens UNI pueden votar sobre las decisiones.
Pero lo cierto es que, si hablamos de trustless a través de descentralización, no se puede decir que Uniswap, al igual que la mayoría de protocolos DEFI, cumpla con ese criterio, ya que si se ha de confiar en terceros para mantener el valor del protocolo. Pero por otro lado es cierto, que su smartcontract se puede utilizar sin confiar en terceros, en el momento que se utiliza.